# L'Hirondelle et la Mésange
L'Hirondelle et la Mésange est un film muet français tourné par André Antoine en 1920, mais qui n'a pas été diffusé à l'époque, sur décision du producteur Charles Pathé. Les six heures de rushes, retrouvés dans des boîtes plus de 60 ans après le tournage, ont été repris par Henri Colpi à la demande de la Cinémathèque française, montés par lui et diffusés en 1984. 

## Synopsis
Pierre, patron marinier, sillonne les canaux du Nord avec sa femme et sa belle-sœur sur ses deux péniches aux noms d'oiseaux. Il se livre au trafic de diamants pour arrondir ses fins de mois. Lorsqu'il engage Michel comme pilote, il ne se doute pas que celui-ci est en réalité un voyou, décidé à séduire sa belle-sœur pour trouver la cachette du magot.

## Fiche technique
- Titre : L'Hirondelle et la Mésange
- Réalisation : André Antoine, assisté de Georges Denola
- Scénario : Gustave Grillet
- Photographie : Léonce-Henri Burel, René Guychard
- Montage : Jacques Willemetz, Henri Colpi (version remontée)
- Mixage : Guy Perrette (version remontée) (pour la version télé)
- Musique : Raymond Alessandrini (version remontée)
- Société de production : Pathé Frères
- Pays d'origine :   France
- Année de tournage : 1920
- Langue : film muet avec les intertitres  en français
- Format : Noir et blanc — 35 mm — 1,33:1 — Muet
- Durée : 80 minutes
- Dates de sortie :
  - Version originale : 5 juin 1924 (projection privée unique au Colisée à Paris)
  - Version remontée : 12 mars 1984 (Cinémathèque française)

## Distribution
- Louis Ravet : Pierre Van Groot, le patron batelier
- Pierre Alcover : Michel, le nouveau pilote des deux péniches
- Maguy Deliac : Marthe, la jeune sœur de Griet qui aide sur la péniche
- Georges Denola : le diamantaire
- Jane Maylianes : Griet Van Groot, la femme de Pierre qui le seconde
- Malou Raino : La Truite, la fille du bar Chez Kruidener

## Histoire du film
Le film achevé, son distributeur Charles Pathé refuse de le monter, le jugeant trop documentaire, et n'appréciant pas les gros plans. Une version aurait été montrée une seule fois au Club français du cinéma le 5 juin 1924 au Colisée à Paris, avant de disparaitre (cette version est contestée par certains historiens : la projection aurait été annoncée mais pas effectuée),. En 1982, la Cinémathèque française retrouve dans ses dépôts six heures de négatif du film et confie alors à Henri Colpi le soin de monter le film en suivant les indications d'André Antoine. Le film sort en salles en 1984,,.